# Wakker met een biertje!
Wakker met een biertje! is een lied van Lamme Frans, de carnavalsact van Rob Janssen. Het werd in 2015 als single uitgebracht.

## Achtergrond
Wakker met een biertje! is geschreven door Eric van Tijn, Jaap Bakker en Jochem Fluitsma. Het is een carnavalskraker gemaakt op de melodie van Wakker met een wijsje van Kinderen voor Kinderen uit 1991. De tekst gaat over hoe de liedverteller elke dag, zonder dat hij er iets aan kan doen, wakker wordt met een biertje in zijn hand en hoe hij daardoor elke dag dronken is. 

## Hitnoteringen
Lamme Frans had weinig succes met het lied in de Nederlandse hitlijsten. Er was geen notering in de Single Top 100 en ook de Top 40 werd niet bereikt. Bij laatstgenoemde was er wel de 24e positie in de Tipparade.